# Rikke Skov
Pour les articles homonymes, voir Skov.
Rikke Erhardsen Skov, née le 7 septembre 1980 à Viborg, est une handballeuse internationale danoise qui joue au poste d'arrière gauche.

## Biographie
Avec l'équipe du Danemark, elle participe notamment aux jeux olympiques de 2004 et 2012. Elle remporte une médaille d'or en 2004. Elle met un terme à sa carrière internationale en avril 2016.
Fidèle au club de Viborg durant de longues années, elle remporte de nombreux titres, dont la Ligue des champions à trois reprises, en 2006, 2009 et 2010. Elle met un terme à sa carrière à l'issue de la saison 2016-2017.
En 2011, elle se voit décerner EHF Handball Award, une récompense honorifique décernée aux joueurs ayant remporté de nombreux titres majeurs ainsi bien en équipe nationale qu'en club. Elle est la seule femme récompensée en compagnie de quatre français, Luc Abalo, Didier Dinart, Daniel Narcisse et Thierry Omeyer.
Elle a vécu en couple avec la handballeuse Lotte Kiærskou de 2000 à 2011.

## Palmarès

### En sélection nationale
Jeux olympiques d'été
- médaille d'or aux Jeux olympiques de 2004 à Athènes
- 9e place aux Jeux olympiques de 2012 à Londres

championnats d'Europe 
- finaliste du championnat d'Europe 2004

### En club
compétitions internationales
- vainqueur de la Ligue des champions (C1) (3) en 2006, 2009 et 2010 (avec Viborg HK)
- vainqueur de la coupe des vainqueurs de coupe (C2) (1) en 2014 (avec Viborg HK)
- vainqueur de la coupe de l'EHF (C3) (2) en 1999 et 2004 (avec Viborg HK)

compétitions nationales
- vainqueur du Championnat du Danemark (10) en 1999, 2000, 2001, 2002, 2004, 2006, 2008, 2009, 2010 et 2014 (avec Viborg HK)
- vainqueur de la coupe du Danemark (7) en 2003, 2006, 2007, 2008, 2010, 2011 et 2014 (avec Viborg HK)
- vainqueur de la supercoupe du Danemark (1) en 2011 (avec Viborg HK)

### Récompenses individuelles
- EHF Handball Award : 2011 [5]
- Handballeuse danoise de l'année en 2006/07 et 2007/08